# Vsevolod Garchine
Vsevolod Mikhaïlovitch Garchine (en russe : Все́волод Миха́йлович Гаршин) (14 février 1855 – 5 avril 1888) est un nouvelliste russe.

## Biographie
Vsevolod Garchine naît à Priyatnaïa Dolina, dans la province de Ekaterinoslav (actuellement Dnipropetrovsk, en Ukraine), d'un père officier et de la fille d'un propriétaire terrien. Ses ancêtres appartenaient à la noblesse tatare. Ses parents divorcent et sa mère l'emmène en 1863 à Saint-Pétersbourg, où il fréquente le lycée de 1864 à 1874. Il s'inscrit ensuite à l'École des Mines, mais ne parvient pas à obtenir le diplôme d'ingénieur.
Durant la Guerre russo-turque de 1877-1878, le pacifiste Garchine se porte volontaire comme simple soldat dans l'infanterie. Il est apprécié dans son unité, aussi bien de ses camarades que des officiers. Il est blessé dans une bataille en Bulgarie et restera durablement marqué psychologiquement par la guerre.
Ses expériences militaires lui fournissent la base de ses premières nouvelles, dont la toute première, Quatre jours ((ru)Четыре дня), œuvre forte inspirée d'un incident réel. Le récit se présente comme le monologue intérieur d'un soldat blessé et laissé pour mort sur le champ de bataille pendant quatre jours, face à face avec le cadavre d'un soldat turc qu'il vient de tuer. La profonde empathie de Garchine pour tous les êtres apparaît déjà clairement dans cette histoire, certains voient alors en lui "la conscience même de l'époque".
Garchine épouse une femme médecin, Nadejda Mikhaïlovna, et trouve une place de secrétaire à l'Administration des Chemins de fer ; ses publications ne lui suffisent en effet pas pour vivre.
En dépit de succès littéraires précoces, Garchine est tourmenté périodiquement par des accès de maladie mentale. Le 31 mars 1888, à l'âge de 33 ans, en état de profonde dépression, il se suicide en sautant dans l'escalier de l'immeuble pétersbourgeois, où il habitait au cinquième étage. Il meurt de ses blessures le 5 avril 1888. Il est enterré à la Passerelle des écrivains du cimetière Volkovo de Saint-Pétersbourg.

## Œuvre

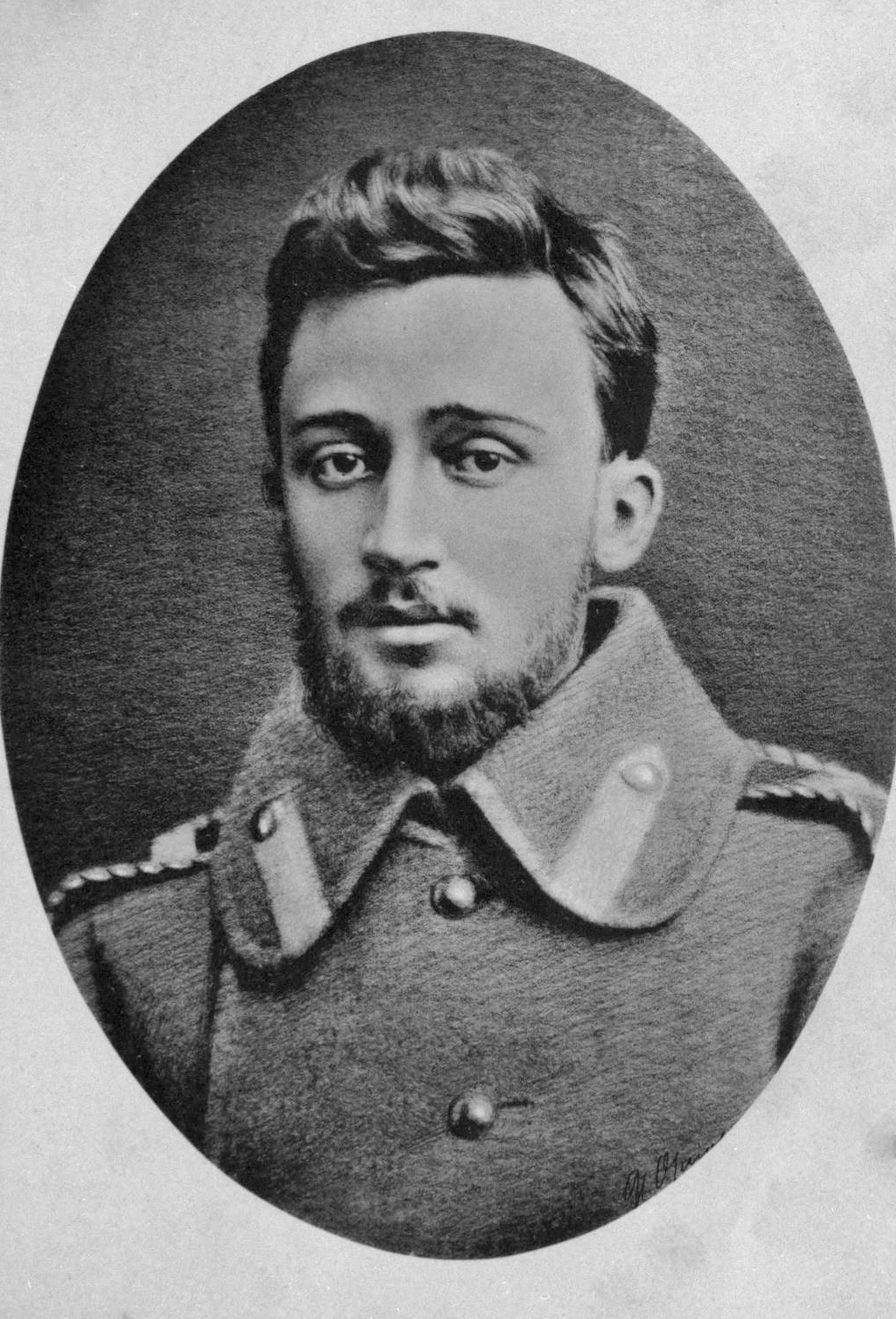
1877

L'œuvre de Garchine n'est pas très imposante : elle consiste en une vingtaine de nouvelles, chacune d'entre elles tenant en un volume. Elles sont imprégnées d'un esprit de compassion et de pitié qui peut évoquer Dostoïevski. Dans Un très bref roman ((ru)Очень коротенький роман), il analyse l'infidélité de la femme du héros, infirme. Cette nouvelle fait apparaître la capacité de concentration de Garchine et son talent pour l'ironie lyrique. Ce qu'il n'y avait pas ((ru)То, чего не было) et Attalea Princeps sont des fables personnifiant des animaux et des plantes ; cette dernière nouvelle est imprégnée d'un esprit d'ironie tragique. Dans Officier et Serviteur, il apparaît comme un précurseur de Tchekhov ; il s'agit d'un récit remarquablement construit, qui évoque une atmosphère de mélancolie terne et d'ennui dénué de sens.
Sa nouvelle la plus connue et la plus caractéristique est La Fleur rouge ((ru)Красный цветок). Elle est publiée dans la Revue bleue en 1884. C'est la première d'une longue série d'œuvres en rapport avec des asiles d'aliénés dans la littérature russe (la suivante par ordre chronologique est celle de Tchekhov, Salle no 6). La sensibilité morbide et nerveuse de Garchine s'y exprime au plus haut degré. C'est l'histoire d'un fou obsédé par le désir de défier et de vaincre le mal dans le monde. Il découvre que tout le mal est contenu dans trois fleurs de pavot qui poussent au milieu du jardin de l'hôpital, et avec une astuce et une ingéniosité infinies il parvient à tromper la vigilance de ses gardiens et à cueillir les fleurs. Il meurt, nerveusement épuisé, mais heureux et certain d'avoir atteint son but. L'atmosphère oppressante de l'asile est rendue avec talent et efficacité. La fin survient comme un soulagement, comme la mort pour un martyr, mais elle recèle aussi l'angoisse d'une ironie amère.
Les nouvelles de Garchine ont été rassemblées sous la forme de trois livres, publiés à Saint-Pétersbourg respectivement en 1885, 1888 et 1891.

## Modèle d'Ilia Répine
Garchine sert de modèle pour le personnage du tsarévitch dans le célèbre tableau peint de 1883 à 1885 par Ilia Répine, et conservé à la galerie Tretiakov de Moscou, Ivan le Terrible tue son fils. Dans un tableau de 1884, leVisiteur inattendu, du même Répine, également visible à la Tretiakov, il prête ses traits à un anarchiste membre de l'organisation Volonté du peuple (Narodnaïa Volia) organisatrice de l'assassinat du tsar Alexandre II en 1881, qui rentre chez lui après l'amnistie de 1883.

## Adaptation au cinéma
- Le Signal (signal), film soviétique d'Alexandre Arkatov (1918)